# Molva macrophthalma
A karcsú menyhal (Molva macrophthalma) a csontos halak (Osteichthyes) főosztályának a sugarasúszójú halak (Actinopterygii) osztályába, ezen belül a tőkehalalakúak (Gadiformes) rendjébe és a Lotidae családjába tartozó faj.

## Előfordulása
A karcsú menyhal elterjedési területe az Atlanti-óceán keleti része, a Brit-szigetek környéke, valamint a Földközi-tenger.

## Megjelenése
Ez a hal legfeljebb 108 centiméter hosszú.

## Életmódja
A karcsú menyhal tengeri, fenéklakó halfaj, amely általában 30-388 méteres mélységekben él, de a Jón-tengerben 754 méter mélyre is leúszik.

## Felhasználása
Ennek a halnak nincs halászati értéke.